# Lukáš Kohout
Lukáš Kohout (* 27. srpna 1983 Most) je český podvodník, mystifikátor a politik. V roce 1998 vstoupil do organizace Mladých sociálních demokratů ve Varnsdorfu. Později se přesunul do pražské US-DEU, kde se vydával za asistenta Hany Marvanové a za novináře. Vstoupil ve známost tím, že roce 2002 cestoval jako falešný asistent předsedy Valného shromáždění OSN Jana Kavana na zfalšované objednávky vystavené jménem sněmovny letadlem po celém světě. Později se také v roce 2011 stal vůdčí postavou protiromského hnutí ve Varnsdorfu. Dne 18. února 2021 byl, po více než šesti letech, podmínečně propuštěn na svobodu.
Lukáš Kohout je vyučený číšník, resp. kuchař.

## Kohoutovy podvody a aféry
Působit v politické sféře podle Lidových novin Lukáš Kohout začal vstupem do organizace Mladých sociálních demokratů ve Varnsdorfu. Později se přesunul do Prahy, kde si získal důvěru US-DEU, do jejíhož parlamentního klubu měl přístup.
Vystupoval jako asistent Hany Marvanové – s jejím vědomím – při jednání v Lidovém domě s vedením US-DEU, kam ji doprovázel.
Neoprávněně vystupoval jako vedoucí kanceláře a mluvčí Jana Kavana a jako zprostředkovatel extrémně levných cest do zahraničí pro pravicové i levicové politiky. V rámci této činnosti se sám také účastnil mnoha výletů, například do Thajska, na Maledivy a do Jihoafrické republiky. Jménem předsedy Valného shromáždění OSN Jana Kavana objednal cestu VIP tryskového letadla na Srí Lanku. Letadlo ale nedostalo povolení k přeletu nad Indií a následně byl podvod odhalen. Po vypuknutí skandálu se objevily spekulace, že jeho motivací bylo Kavana zdiskreditovat.
Policie ani civilní kontrarozvědka jeho podvodné jednání včas nezjistily přesto, že se pohyboval v těsné blízkosti čelních českých politiků a prošel pohraničním odbavením jako údajný asistent předsedy VS OSN, aniž by měl diplomatický pas.
Při koaličních rozhovorech v roce 2002 se představoval jako asistent Hany Marvanové, pražského zastupitele Hvížďaly nebo klubu Unie svobody. Politikům zase tvrdil, že je novinářem.
Na podzim 2002 při komunistických demonstracích proti NATO vyvolával Kohout se dvěma společníky konflikty s demonstranty i s policisty. Kohout byl policisty legitimován a vykázán. Obdobně Kohout vyvolával téhož roku konflikty i na demonstraci anarchistů proti NATO.
Na demonstraci Národní strany v roce 2002 se Kohout podle Kotrby z Britských listů velmi přátelsky bavil s pravicovým extremistou Janem Kopalem.
Byl přistižen, jak jezdil s modrým výstražným majákem a policistům tvrdil, že veze ministra.
Parkoval se zneužitou kartou ministerstva zahraničí lidoveckého politika Cyrila Svobody.
V roce 2004 se vydával za mluvčího technoparty CzechTek.
U některých jeho činů mu asistoval například redaktor deníků Super a Šíp Josef Smola.
V lednu 2006 Kohout tvrdil, že zakládá pravicovou stranu s názvem Směr. Tvrdil, že ve volební kampani se zaměří na lidi do 25 let, a program obsahoval legalizaci marihuany.
Na konci roku 2011 oznámil Kohout kandidaturu v zadlužené obci Prameny. Se svými spolupracovníky chtěl kandidovat se sdružením Prameny 2012. Kandidáti si do stanoveného termínu dodatečných voleb nezměnili trvalý pobyt, proto nemohli ve volbách kandidovat. 
V únoru 2014 Kohout vstoupil do svazku manželského s Michaelou Havelkovou (37). Svatbu měli v obci Hamr na jezeře. O sňatku informoval deník Aha.[zdroj⁠?!]
Ve volbách do Evropského parlamentu v roce 2014 kandidoval na 3. místě kandidátky strany Aktiv nezávislých občanů, ale neuspěl (ANEO získal pouze 0,08 % hlasů a do EP se nedostal).

## Soudy a náhrada škody
V roce 2003, po propuknutí skandálu, byl spolu s ním obviněn i vedoucí tiskového oddělení Ministerstva práce a sociálních věcí Vladimír Vokál, toho však na podzim 2005 soud osvobodil, protože se nepodařilo prokázat, že by o podvodech věděl.
Cestou na Srí Lanku ve VIP letadle, při jejímž objednávání se Kohout vydával za vedoucího kanceláře předsedy Valného shromáždění OSN Jana Kavana, způsobil škodu, která byla vyčíslena na 2,6 miliónu korun. Prohlašoval, že ji po dohodě s věřiteli nahradí, přičemž si na úhradu chtěl půjčit v bance.
Obvodní soud pro Prahu 1 v září 2005 vynesl rozsudek, jímž ho odsoudil ke 2 rokům vězení s podmínečným odkladem na pět let. Trestní rozsudek mu však uložil náhradu pouze ve výši 130 tisíc a další poškozené odkázal na občanskoprávní řízení. Státní zástupce se proti rozsudku odvolal a požadoval přísnější trest.

## Publikační činnost
Údajně se Kohout chystá napsat knihu o volebních kampaních politických stran. Vydavatelem má být dceřiná společnost německého koncernu Bertelsmann AG a kniha by měla nést název „Létající Čestmír Jana Kavana“, podle Blesku „Létající Čestmír Poslanecké sněmovny“.
Kniha, kterou s ním sepsala advokátka Klára Samková-Veselá pod názvem Falešný asistent na křídlech Parlamentu, byla vydána roku 2006.
Příběh Lukáše Kohouta mírně inspiroval tvůrce filmu Bobule (2008) při vykreslování hlavní postavy.